# توئیگ
توئیگ (به انگلیسی: Twig) یک موتور قالب پیشرفته برای زبان برنامه‌نویسی پی اچ پی است که توسط شرکت sensiolabs ارائه گردید. این موتور طراحی قالب پیشرفته سه خصوصیت اساسی دارد که عبارتند از:
1. سرعت: بهینه‌سازی‌های انجام شده در این موتور قالب و کم نمودن سربار زبان برنامه نویسی پی اچ پی باعث افزایش سرعت خواهد شد.
2. امنیت: برای بخش امنیت خود موتور قالب توئیگ یک جعبه ایمنی (به انگلیسی: sandbox) برای تشخیص کدهای غیرقابل اطمینان ایجاد نموده است که به افزایش ایمنی تارنماهای ما کمک خواهد نمود.
3. انعطاف‌پذیری: توئیگ به شما این اجازه را می‌دهد که با توجه محیط انعطاف‌پذیر طراحی شده توسط آن، ایجاد برچسب‌ها، فیلترها و نوشتن مایکرو کدهای مختلف به قالب‌های خود انعطاف‌پذیری بیفزائیم.

برای استفاده از توئیگ شما باید نسخه پی اچ پی ۵٫۲٫۷ به بعد را داشته باشید؛ و برای نصب آن از طریق Composer کافی است فرمان زیر را فراخوانی کنیم:
```
composer require "twig/twig:^3.0"

```